# 梁士濟
梁士濟（1580年代—1650年代），字遂良，廣東廣州府南海縣人，明朝、南明政治人物。

## 生平
梁士濟是萬曆三十四年（1606年）廣東鄉試舉人，七應會試不遇。教書二十餘年，門生數百。天啟元年（1625年），終登進士，授江西奉新知縣，調往清江。湖廣地方用兵，需要徵給糧食，他只能辛勞應辦。崇禎五年（1632年）峒寇作亂，守道計畫讓城外居民撤離，梁士濟堅持不可以，說：「盜寇來到，放火焚燒就沒有怨恨了。」自己帶領精銳士兵扼守河上，居民才得以安定。他又設置學田資助士人，擴大弟子生員到科舉規定，待士亦有禮；對人不涉及私事，議罪謹慎不苛求。他在諸生中認識後來文章節義聞名的楊廷麟，朝廷因為他循良召任，當地民眾都請求他留下，為他停車三日。之後他改任兵科給事中，轉為江西道御史，再遷官浙江道巡按雲南，因父親逝世辭官。劉香作亂，熊文燦來訪商討對策，梁士濟堅持不要招撫，應一舉殲滅。不久他再獲起用巡按四川，當地充斥流寇，他詳細檢驗功罪，革除貪污，取消火耗，於是流寇逃遁，人民安樂；同時又整修昭烈君臣陵墓及杜甫草堂。完成使命後回歸朝廷，他的行李卻依然簡陋。不久梁士濟改為巡按北直，任內剷除宦官，彈劾宗室，矯正外戚，不迴避權要；他奉敕監軍山海關，查核將領，籌措兵餉。再轉掌河南道，為皇帝侍讀，他四次上疏辭官，因此歸鄉。
南京失守，梁士濟入西樵山躲避。隆武帝繼位，張家玉再三推薦他，下旨盡快出任撫按，但未赴官；永曆帝即位，擢任他為太僕卿；永曆二年（1648年）再晉為兵部右侍郎，去世時虛歲七十七。

## 引用
1. 1 2  錢海岳《南明史·卷五十六·列傳第三十二》：梁士濟，字遂良，南海人。天啟五年進士。授奉新知縣，調清江。楚中用兵，芻糧徵給，拮据應辦。崇禎五年，峒寇作，守道欲撤城外民居，力持不可，曰：「脫寇至，燔之無怨矣。」乃自出簡銳，扼之河上，民賴安堵。又置學田贍士，廣弟子員及科舉例，待士有禮。人不可干以私，讞獄矜慎不苛。識楊廷麟於諸生中，後以文章忠節名。以循良召，民號留之，為停車三日。
2. ↑  同治《南海縣志·卷三十八·列傳七》：梁士濟，字遂良，世居省城，弱冠登萬歷【曆】丙午鄉薦，公車七上未售，下帷授業二十餘載，從學者數百餘人。天啟乙丑成進士，授奉新令，調清江。
3. ↑  錢海岳《南明史·卷五十六·列傳第三十二》：遷兵科給事中，轉江西道御史，改浙江道巡按雲南，父憂歸。劉香亂，熊文燦造訪，力拒撫議，竟滅之。起巡按四川，流寇充斥，覈功罪，除貪墨，革火耗，寇遁民安，修昭烈君臣陵墓及杜甫草堂。復命，行李蕭然。改按北直，鋤奄宦，劾宗室，糾外戚，不避權要。奉敕監軍山海關，覈將領，籌兵餉。掌河南道，侍經筵。四疏乞休歸。
4. ↑  錢海岳《南明史·卷三·本紀第三》：（永曆二年八月）戊申，……趙獻素吏部右侍郎，梁士濟兵部右侍郎，王華玉少詹事，鄧務忠通政使，米助國大理卿，陸世廉光祿卿，吳敏師、官撫極太僕卿，張俌僉都御史。……
5. ↑  錢海岳《南明史·卷五十六·列傳第三十二》：南京亡，入西樵山。紹宗立，張家玉再三疏薦，敕撫按疾催，未赴。昭宗即位，累擢太僕卿、兵部右侍郎卒。年七十七。